# Rosja na Zimowych Igrzyskach Olimpijskich 1998
Rosję na Zimowych Igrzyskach Olimpijskich 1998 reprezentowało 122 zawodników. Był to drugi start Rosji na zimowych igrzyskach olimpijskich.

## Zdobyte medale
| Medal  | Zawodnik | Dyscyplina sportowa  | Konkurencja                    |
| ------ | --- | -------------------- | ------------------------------ |
| Złoto  | Galina Kuklewa | Biathlon             | Sprint kobiet                  |
| Złoto  | Julija Czepałowa | Biegi narciarskie    | 30 km stylem dowolnym kobiet   |
| Złoto  | Olga Daniłowa | Biegi narciarskie    | 15 km stylem klasycznym kobiet |
| Złoto  | Łarisa Łazutina | Biegi narciarskie    | 5 km stylem klasycznym kobiet  |
| Złoto  | Łarisa Łazutina | Biegi narciarskie    | Bieg łączony kobiet            |
| Złoto  | Olga Daniłowa Nina Gawriluk Łarisa Łazutina Jelena Välbe | Biegi narciarskie    | Sztafeta kobiet                |
| Złoto  | Ilja Kulik | Łyżwiarstwo figurowe | Soliści                        |
| Złoto  | Oksana Kazakowa Artur Dmitrijew | Łyżwiarstwo figurowe | Pary sportowe                  |
| Złoto  | Oksana Griszczuk Jewgienij Płatow | Łyżwiarstwo figurowe | Pary taneczne                  |
| Srebro | Albina Achatowa Galina Kuklewa Olga Mielnik Olga Romaśko | Biathlon             | Sztafeta kobiet                |
| Srebro | Olga Daniłowa | Biegi narciarskie    | Bieg łączony kobiet            |
| Srebro | Łarisa Łazutina | Biegi narciarskie    | 15 km stylem klasycznym kobiet |
| Srebro | Jelena Bierieżna Anton Sicharulidze | Łyżwiarstwo figurowe | Pary sportowe                  |
| Srebro | Anżelika Kryłowa Oleg Owsiannikow | Łyżwiarstwo figurowe | Pary sportowe                  |
| Srebro | Pawieł Bure Walerij Bure Siergiej Fiodorow Siergiej Gonczar Aleksiej Gusarow Aleksiej Jaszyn Dmitrij Juszkiewicz Walerij Kamienski Darius Kasparaitis Andriej Kowalenko Igor Krawczuk Siergiej Kriwokrasow Boris Mironow Dmitrij Mironow Aleksiej Morozow Siergiej Niemczinow Oleg Szewcow Michaił Sztalenkow Gierman Titow Andriej Triefiłow Walerij Zielepukin Aleksiej Żamnow Aleksiej Żytnik | Hokej na lodzie      | Mężczyźni                      |
| Brąz   | Władimir Draczow Wiktor Majgurow Pawieł Muslimow Siergiej Tarasow | Biathlon             | Sztafeta mężczyzn              |
| Brąz   | Łarisa Łazutina | Biegi narciarskie    | 30 km stylem dowolnym kobiet   |
| Brąz   | Walerij Stolarow | Kombinacja norweska  | K-90/15 km indywidualnie       |

## Wyniki reprezentantów Rosji

### Biathlon
Mężczyźni
- Władimir Draczow

sprint – 12. miejsce
bieg indywidualny – 35. miejsce
- Aleksiej Kobielew

sprint – 56. miejsce
- Wiktor Majgurow

sprint – 4. miejsce
- Pawieł Muslimow

bieg indywidualny – 17. miejsce
- Siergiej Tarasow

sprint – 22. miejsce
bieg indywidualny – 15. miejsce
- Pawieł Wawiłow

bieg indywidualny – 53. miejsce
- Pawieł Muslimow
Władimir Draczow
Siergiej Tarasow
Wiktor Majgurow

sztafeta – 
Kobiety
- Albina Achatowa

sprint – 13. miejsce
bieg indywidualny – 7. miejsce
- Galina Kuklewa

sprint – 
bieg indywidualny – 31. miejsce
- Olga Mielnik

bieg indywidualny – 13. miejsce
- Olga Romaśko

sprint – 27. miejsce
bieg indywidualny – 33. miejsce
- Anna Wołkowa

sprint – 44. miejsce
- Olga Mielnik
Galina Kuklewa
Albina Achatowa
Olga Romaśko

sztafeta – 

### Bobsleje
Mężczyźni
- Pawieł Szczegłowski
Konstantin Diomin

Dwójki – 16. miejsce
- Jewgienij Popow
Oleg Pietrow

Dwójki – 21. miejsce
- Pawieł Szczegłowski
Aleksiej Sieliwierstow
Władisław Posiedkin
Konstantin Diomin

Czwórki – 19. miejsce

### Biegi narciarskie
Mężczyźni
- Siergiej Czepikow

10 km stylem klasycznym – 22. miejsce
Bieg łączony – 9. miejsce
30 km stylem klasycznym – 32. miejsce
- Aleksandr Krawczenko

30 km stylem klasycznym – 31. miejsce
- Siergiej Krianin

10 km stylem klasycznym – 42. miejsce
Bieg łączony – 25. miejsce
- Władimir Legotin

10 km stylem klasycznym – 62. miejsce
Bieg łączony – 39. miejsce
30 km stylem klasycznym – 9. miejsce
- Grigorij Mienszenin

50 km stylem dowolnym – nie ukończył
- Andriej Nutrichin

50 km stylem dowolnym – 15. miejsce
- Maksim Piczugin

30 km stylem klasycznym – 39. miejsce
50 km stylem dowolnym – 37. miejsce
- Aleksiej Prokurorow

10 km stylem klasycznym – 31. miejsce
Bieg łączony – 18. miejsce
50 km stylem dowolnym – 4. miejsce
- Władimir Legotin
Aleksiej Prokurorow
Siergiej Krianin
Siergiej Czepikow

sztafeta – 5. miejsce
Kobiety
- Julija Czepałowa

5 km stylem klasycznym – 13. miejsce
Bieg łączony – 6. miejsce
30 km stylem dowolnym – 
- Olga Daniłowa

5 km stylem klasycznym – 5. miejsce
Bieg łączony – 
15 km stylem klasycznym – 
30 km stylem dowolnym – 13. miejsce
- Nina Gawriluk

5 km stylem klasycznym – 4. miejsce
Bieg łączony – 7. miejsce
- Łarisa Łazutina

5 km stylem klasycznym – 
Bieg łączony – 
15 km stylem klasycznym – 
30 km stylem dowolnym – 
- Swietłana Nagiejkina

15 km stylem klasycznym – 16. miejsce
- Jelena Välbe

15 km stylem klasycznym – 18. miejsce
30 km stylem dowolnym – 5. miejsce
- Nina Gawriluk
Olga Daniłowa
Jelena Välbe
Łarisa Łazutina

sztafeta – 

### Hokej na lodzie
Mężczyźni
- Pawieł Bure, Walerij Bure, Siergiej Fiodorow, Siergiej Gonczar, Aleksiej Gusarow, Aleksiej Jaszyn, Dmitrij Juszkiewicz, Walerij Kamienski, Darius Kasparaitis, Andriej Kowalenko, Igor Krawczuk, Siergiej Kriwokrasow, Boris Mironow, Dmitrij Mironow, Aleksiej Morozow, Siergiej Niemczinow, Oleg Szewcow, Michaił Sztalenkow, Gierman Titow, Andriej Triefiłow, Walerij Zielepukin, Aleksiej Żamnow, Aleksiej Żytnik –

### Kombinacja norweska
Mężczyźni
- Aleksiej Fadiejew

Gundersen – 37. miejsce
- Dmitrij Sinicyn

Gundersen – 10. miejsce
- Walerij Stolarow

Gundersen – 
- Dienis Tyszagin

Gundersen – nie ukończył
- Aleksiej Fadiejew
Władimir Łysenin
Dmitrij Sinicyn
Walerij Stolarow

sztafeta – 9. miejsce

### Łyżwiarstwo figurowe
Mężczyźni
- Aleksiej Jagudin

soliści – 5. miejsce
- Ilja Kulik

soliści – 
Kobiety
- Marija Butyrska

solistki – 4. miejsce
- Irina Słucka

solistki – 5. miejsce
- Jelena Sokołowa

solistki – 7. miejsce
Pary
- Jelena Bierieżna
Anton Sicharulidze

Pary sportowe – 
- Marina Jelcowa
Andriej Buszkow

Pary sportowe – 7. miejsce
- Oksanan Kazakowa
Artur Dmitrijew

Pary sportowe – 
- Oksana Griszczuk
Jewgienij Płatow

Pary taneczne – 
- Anżelika Kryłowa
Oleg Owsiannikow

Pary taneczne – 
- Irina Łobaczowa
Ilja Awierbuch

Pary taneczne – 5. miejsce

### Łyżwiarstwo szybkie
Mężczyźni
- Andriej Anufrienko

1000 m – 23. miejsce
1500 m – 10. miejsce
- Aleksandr Gołubiew

500 m – 20. miejsce
- Aleksander Kibałko

500 m – 33. miejsce
1000 m – 28. miejsce
1500 m – 22. miejsce
- Sergiej Klewczenia

500 m – 14. miejsce
1000 m – 33. miejsce
- Jurij Kochaniec

5000 m – 22. miejsce
- Andriej Kriwoszejew

5000 m – 50. miejsce
- Siergiej Sawieljew

500 m – DSQ
- Wadim Sajutin

1500 m – 11. miejsce
5000 m – 15. miejsce
10000 m – 13. miejsce
- Dmitrij Szepeł

1000 m – 32. miejsce
1500 m – 14. miejsce
Kobiety
- Warwara Baryszewa

1500 m – 20. miejsce
- Swietłana Bażanowa

1500 m – 9. miejsce
3000 m – 10. miejsce
- Tatjana Danszina

500 m – 28. miejsce
1000 m – 19. miejsce
- Natalja Połozkowa

1000 m – 17. miejsce
1500 m – 10. miejsce
- Oksana Rawiłowa

500 m – 21. miejsce
- Anna Sawieljewa

1000 m – 27. miejsce
- Tatjana Trapieznikowa

1500 m – 19. miejsce
3000 m – 13. miejsce
- Swietłana Wysokowa

3000 m – 12. miejsce
5000 m – 12. miejsce
- Swietłana Żurowa

500 m – 9. miejsce
1000 m – 12. miejsce

### Narciarstwo alpejskie
Mężczyźni
- Wasilij Biezsmielnicyn

zjazd – 24. miejsce
gigant – nie ukończył
supergigant – 29. miejsce
- Andriej Filiczkin

zjazd – 18. miejsce
gigant – nie ukończył
supergigant – 21. miejsce
Kobiety
- Olesia Alijewa

supergigant – 37. miejsce
- Swietłana Gładyszewa

zjazd – 5. miejsce
supergigant – 13. miejsce
- Anna Łarionowa

zjazd – 32. miejsce
supergigant – 33. miejsce
- Jekatierina Niestierienko

zjazd – 29. miejsce
- Warwara Zielenska

zjazd – 13. miejsce
supergigant – 12. miejsce

### Narciarstwo dowolne
Mężczyźni
- Witalij Głuszczenko

jazda po muldach – nie ukończył
- Andriej Iwanow

jazda po muldach – 27. miejsce
- Aleksandr Michajłow

skoki akrobatyczne – 6. miejsce
- Jewgienij Siennikow

jazda po muldach – 24. miejsce
Kobiety
- Ludmiła Dymczenko

jazda po muldach – 15. miejsce
- Olga Korolowa

jazda po muldach – 17. miejsce
- Natalja Oriechowa

skoki akrobatyczne – 22. miejsce
- Nadieżda Radowitska

jazda po muldach – 25. miejsce
- Jelena Worona

jazda po muldach – 18. miejsce

### Saneczkarstwo
Mężczyźni
- Albert Diemczenko

jedynki – nie ukończył
- Aleksandr Zubkow

jedynki – 20. miejsce
- Danił Czaban
Wiktor Kneib

dwójki – 9. miejsce
- Albert Diemczenko
Siemion Kołobajew

dwójki – 10. miejsce
Kobiety
- Irina Gubkina

jedynki – 18. miejsce
- Margarita Klimienko

jedynki – 17. miejsce

### Short track
Kobiety
- Marina Pylajewa

500 m – 12. miejsce
1000 m – 26. miejsce
- Jelena Tichonowa

500 m – 11. miejsce
1000 m – 25. miejsce

### Skoki narciarskie
Mężczyźni
- Artur Chamidulin

Skocznia normalna – 25. miejsce
Skocznia duża – 23. miejsce
- Walerij Kobielew

Skocznia normalna – 54. miejsce
Skocznia duża – 35. miejsce
- Nikołaj Pietruszyn

Skocznia normalna – 42. miejsce
Skocznia duża – 54. miejsce
- Aleksandr Wołkow

Skocznia normalna – 27. miejsce
Skocznia duża – 27. miejsce
- Nikołaj Pietruszyn
Artur Chamidulin
Aleksandr Wołkow
Walerij Kobielew

drużynowo – 9. miejsce